# Bumi Mulyo
Bumi Mulyo is een bestuurslaag in het regentschap Lampung Timur van de provincie Lampung, Indonesië. Bumi Mulyo telt 2645 inwoners (volkstelling 2010).